# Sordello

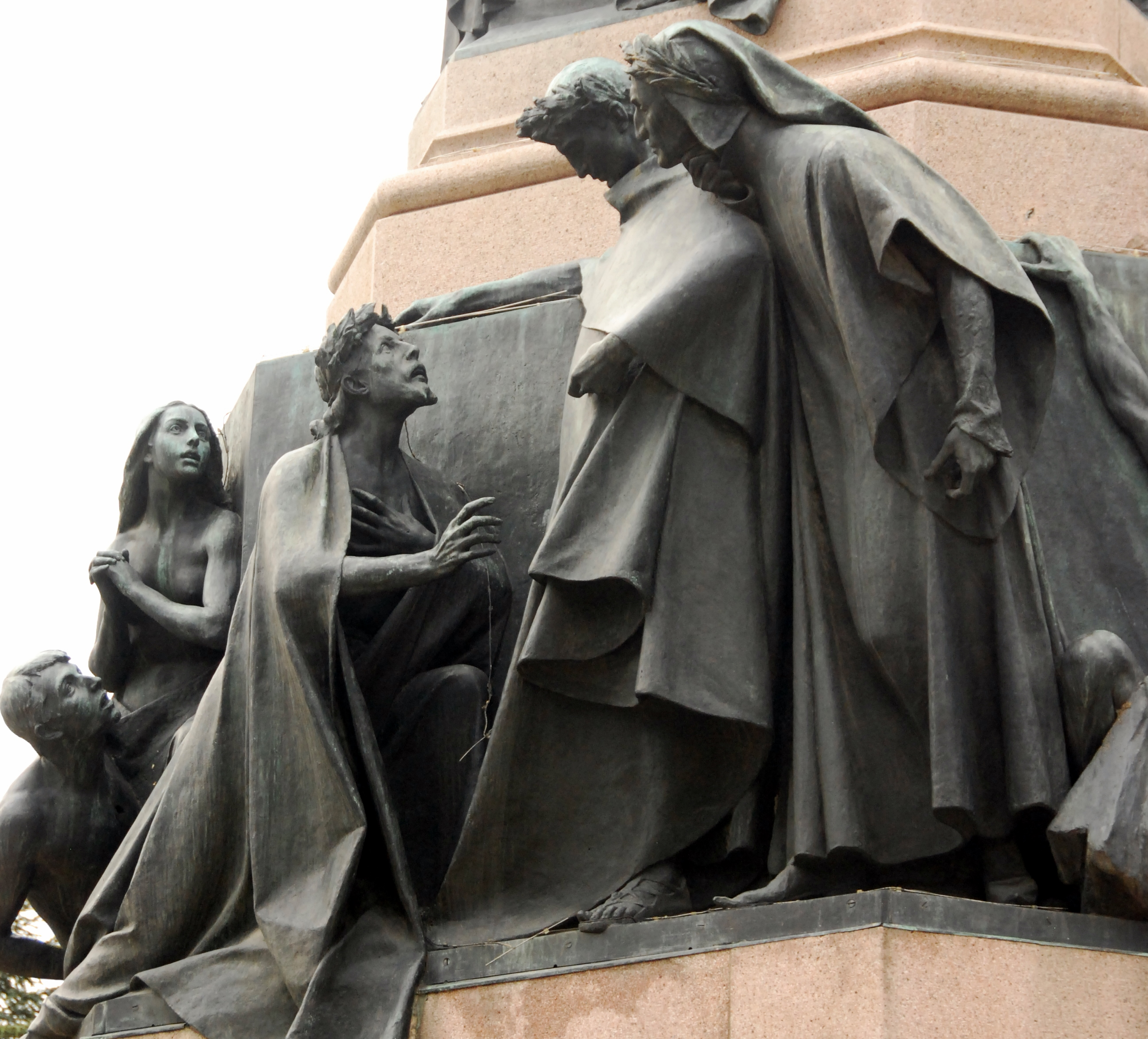
Representación de Dante y Virgilio con Sordello en el Purgatorio. Detalle del "Monumento a Dante", en Trento.

Sordello da Goito o Sordel de Goit (a veces también Sordell) fue un trovador italiano de la escuela poética provenzal del amor cortés. Nacido en Goito, cerca de Mantua, en el siglo XIII, tuvo una familia noble y una vida accidentada.